# Sant Pèire lo Petit
Saint-Pierre-sur-Doux és un municipi francès situat al departament de l'Ardecha i a la regió d'Alvèrnia-Roine-Alps. L'any 2007 tenia 101 habitants.

## Demografia

### Població
El 2007 la població de fet de Saint-Pierre-sur-Doux era de 101 persones. Hi havia 48 famílies de les quals 16 eren unipersonals (8 homes vivint sols i 8 dones vivint soles), 24 parelles sense fills, 4 parelles amb fills i 4 famílies monoparentals amb fills.
La població ha evolucionat segons el següent gràfic:
Habitants censats

### Habitatges
El 2007 hi havia 110 habitatges, 50 eren l'habitatge principal de la família, 53 eren segones residències i 7 estaven desocupats. Tots els 110 habitatges eren cases. Dels 50 habitatges principals, 44 estaven ocupats pels seus propietaris, 5 estaven llogats i ocupats pels llogaters i 1 estava cedit a títol gratuït; 5 tenien dues cambres, 12 en tenien tres, 13 en tenien quatre i 20 en tenien cinc o més. 40 habitatges disposaven pel capbaix d'una plaça de pàrquing. A 29 habitatges hi havia un automòbil i a 19 n'hi havia dos o més.

### Piràmide de població
La piràmide de població per edats i sexe el 2009 era:
| Homes | Edats   | Dones |
| ----- | ------- | ----- |
| 0     | 95 o +  | 0     |
| 0     | 90 a 94 | 0     |
| 0     | 85 a 89 | 0     |
| 0     | 80 a 84 | 0     |
| 8     | 75 a 79 | 0     |
| 0     | 70 a 74 | 4     |
| 0     | 65 a 69 | 8     |
| 8     | 60 a 64 | 4     |
| 0     | 55 a 59 | 0     |
| 8     | 50 a 54 | 0     |
| 8     | 45 a 49 | 4     |
| 4     | 40 a 44 | 4     |
| 12    | 35 a 39 | 0     |
| 0     | 30 a 34 | 0     |
| 4     | 25 a 29 | 4     |
| 0     | 20 a 24 | 0     |
| 4     | 15 a 19 | 0     |
| 0     | 10 a 14 | 4     |
| 0     | 5 a 9   | 0     |
| 0     | 0 a 4   | 0     |

## Economia
El 2007 la població en edat de treballar era de 69 persones, 38 eren actives i 31 eren inactives. De les 38 persones actives 36 estaven ocupades (23 homes i 13 dones) i 2 estaven aturades (2 homes). De les 31 persones inactives 16 estaven jubilades, 5 estaven estudiant i 10 estaven classificades com a «altres inactius».
Activitats econòmiques
Dels 4 establiments que hi havia el 2007, 1 era d'una empresa extractiva, 1 d'una empresa alimentària, 1 d'una empresa de transport i 1 d'una empresa d'informació i comunicació.
L'any 2000 a Saint-Pierre-sur-Doux hi havia 10 explotacions agrícoles que ocupaven un total de 96 hectàrees.

## Poblacions més properes
El següent diagrama mostra les poblacions més properes.